# أسامي سانادا
أسامي سانادا (真田アサミ سانادا أسامي) هي مؤدية أصوات يابانية ولدت في 8 سبتمبر 1977 في ناغانو.

## أدوارها في الأنمي

### مسلسلات أنمي تلفزيونية
- ذا غالكسي ريلويز - لويز فورت دارك
- روزن ميدن - جون ساكورادا
- روزن ميدن ترويمند - جون ساكورادا
- روزن ميدن (2013) - جون ساكورادا (أيام الإعدادية)
- سايونارا زتسبو سينسيه - ماتوي تسونيتسوكي
- زوكو سايونارا زِتسبو سينسيه - ماتوي تسونيتسوكي، كاناكو أورا
- زان سايونارا زِتسبو سينسيه - ماتوي تسونيتسوكي
- بليتش - ميتشيرو أوغاوا، كانيساوا, زابيمارو (الثعبان)
- كاي-أون! - ساواكو ياماناكا
- كاي-أون!! - ساواكو ياماناكا
- الفتاة الساحرة ليريكال نانوها A's - فيتا
- ماريا هوليك - كاناكو مياماي
- ماريا هوليك ألايف - كاناكو مياماي
- متجر الكعك الغربي الأثري - تاتشيبانا (أيام الطفولة)
- فريزينغ - لويس إل بريدجيت
- فريزينغ فايبريشن - لويس إل بريدجيت (أيام الطفولة)
- حفيد نوراريهيون: عاصمة العفاريت - باتو كيكاين
- يوميات المستقبل - ريسوكي هوجو
- فالفريف الثوري - إيري واتاري
- ديت ا لايف - كورومي توكيساكي
- كيوس;تشايلد - ميو كونوساتو
- فيت/إكسترا Last Encore - راني VIII

### أوفا أنمي
- روزن ميدن أوفرتوري - جون ساكورادا، سارا
- غوكو سايونارا زِتسبو سينسيه - ماتوي تسونيتسوكي

### أفلام أنمي
- ديت أ لايف: مايوري جادجمنت - كورومي توكيساكي
- فيلم كاي-أون! - ساواكو ياماناكا

## أدوارها في ألعاب الفيديو
- تيلز أوف إكسيليا - ميوزي
- تيلز أوف إكسيليا 2 - ميوزي
- فيت/إكسترا - راني VIII

## وصلات خارجية
- أسامي سانادا على موقع IMDb (الإنجليزية)
- أسامي سانادا على موقع ميتاكريتيك (الإنجليزية)
- أسامي سانادا على موقع روتن توميتوز (الإنجليزية)
- أسامي سانادا على موقع ألو سيني (الفرنسية)
- أسامي سانادا على موقع ميوزك برينز (الإنجليزية)
- أسامي سانادا على موقع ديسكوغز (الإنجليزية)
- أسامي سانادا على موقع قاعدة بيانات الفيلم (الإنجليزية)
- أسامي سانادا على موقع كينوبويسك (الروسية)
- أسامي سانادا على موقع ANN person (الإنجليزية)